# برند دروگان
برند دروگان (انگلیسی: Bernd Drogan؛ زادهٔ ۲۶ اکتبر ۱۹۵۵) دوچرخه‌سوار اهل آلمان است.
وی در مسابقات کشوری و بین‌المللی در مجموع برندهٔ ۴ مدال طلا، ۱ مدال نقره، ۱ مدال برنز شده‌است.